# Rieti Meeting
De Rieti Meeting is een jaarlijks atletiekevenement, onderdeel van de IAAF World Challenge. De wedstrijd wordt gehouden in het Stadio Raul Guidobaldi, in de Italiaanse stad Rieti. Het evenement vindt meestal rond eind augustus of begin september plaats. De Rieti Meeting is na het Golden Gala de grootste atletiekwedstrijd van Italië. 
 De eerste editie van de Rieti Meeting was in 1971, naar het idee van  Sandro Giovannelli. Van 1998 tot 2009 behoorde de wedstrijd tot de IAAF Grand Prix-wedstrijden. Sinds 2010 maakt de wedstrijd deel uit van de IAAF World Challenge, de belangrijkste groep atletiekwedstrijden na de Diamond League.

## Wereldrecords bij de Rieti Meeting
Tijdens de verschillende edities van de Rieti Meeting is er acht keer een wereldrecord neergezet. Al die wereldrecords werden behaald op looponderdelen, waarvan zeven op de middellange afstanden.
| Datum            | Aleet              | Onderdeel   | Prestatie         | Huidig wereldrecord                |
| ---------------- | ------------------ | ----------- | ----------------- | ---------------------------------- |
| 9 september 1982 | Maricica Puica     | 1 Eng. mijl | 4.17,44           | Nee, verbeterd op 6 augustus 1984  |
| 4 september 1983 | Steve Ovett        | 1500 m      | 3.30,77           | Nee, verbeterd op 16 juli 1985     |
| 6 september 1992 | Noureddine Morceli | 1500 m      | 3.28,86           | Nee, verbeterd op 12 juli 1995     |
| 5 september 1993 | Noureddine Morceli | 1 Eng. mijl | 3.44,39           | Nee, verbeterd op 7 juli 1999      |
| 1 september 1996 | Daniel Komen       | 3000 m      | 7.20,67           | Nee, verbeterd op 25 augustus 2024 |
| 5 september 1999 | Noah Ngeny         | 1000 m      | 2.11,96           | Ja                                 |
| 9 september 2007 | Asafa Powell       | 100 m       | 9,74 s (+1,7 m/s) | Nee, verbeterd op 31 mei 2008      |
| 29 augustus 2010 | David Rudisha      | 800 m       | 1.41,01           | Nee, verbeterd op 9 augustus 2012  |

## Meetingrecords
| Onderdeel            | Prestatie          | Atleet                                                              | Nationaliteit | Datum             |
| -------------------- | ------------------ | ------------------------------------------------------------------- | ------------- | ----------------- |
| 100 m                | 9,74 s (+1,7 m/s)  | Asafa Powell                                                        | JAM           | 9 september 2007  |
| 200 m                | 19,85 s (+0,6 m/s) | Wallace Spearmon                                                    | USA           | 29 augustus 2010  |
| 300 m                | 31,93 s            | Karol Zalewski                                                      | POL           | 7 september 2014  |
| 400 m                | 44,21 s            | Michael Johnson                                                     | USA           | 9 september 1990  |
| 800 m                | 1.41,01            | David Rudisha                                                       | KEN           | 29 augustus 2010  |
| 1000 m               | 2.11,96            | Noah Ngeny                                                          | KEN           | 5 september 1999  |
| 1500 m               | 3.26,96            | Hicham El Guerrouj                                                  | MAR           | 8 september 2002  |
| 1 Eng. mijl          | 3.44,39            | Noureddine Morceli                                                  | ALG           | 1993              |
| 2000 m               | 4.49,00            | Venuste Niyongabo                                                   | BDI           | 1997              |
| 2 Eng. mijl          | 8.13,40            | Moses Kiptanui                                                      | KEN           | 1995              |
| 3000 m               | 7.20,67            | Daniel Komen                                                        | KEN           | 1 september 1996  |
| 5000 m               | 13.04,43           | Daniel Komen                                                        | KEN           | 3 september 2000  |
| 110 m horden         | 13,01 s (+0,8 m/s) | David Oliver                                                        | USA           | 29 augustus 2010  |
| 400 m horden         | 47,91 s            | Samuel Matete                                                       | ZAM           | 1992              |
| 3000 m steeplechase  | 8.00,54            | Moses Kiptanui                                                      | KEN           | 1997              |
| hoogspringen         | 2,38 m             | Igor Paklin                                                         | URS           | 7 september 1986  |
| polsstokhoogspringen | 5,96 m             | Brad Walker                                                         | USA           | 2005              |
| verspringen          | 8,45 m             | Larry Myricks                                                       | USA           | 9 september 1981  |
| hink-stap-springen   | 17,54 m            | Christo Markov                                                      | BUL           | 1987              |
| kogelstoten          | 21,00 m            | Paolo Dal Soglio                                                    | ITA           | 1 september 1996  |
| discuswerpen         | 68,38 m            | Luis Delís                                                          | CUB           | 2 september 1984  |
| kogelslingeren       | 82,62 m            | Koji Murofushi                                                      | JPN           | 9 september 2007  |
| speerwerpen          | 84,26 m            | Lars Hamann                                                         | GER           | 13 september 2015 |
| 4 × 100 m            | 39,76 s            | Gianfranco Lazzer Mauro Zuliani Luciano Caravani Massimo Clementoni | ITA           | 1979              |
| 4 × 400 m            | 3.03,55            | Walter McCoy Mike Franks Darrell Robinson Mark Rowe                 | USA           | 1988              |

| Onderdeel            | Prestatie          | Atlete                                                                           | Nationaliteit | Datum            |
| -------------------- | ------------------ | -------------------------------------------------------------------------------- | ------------- | ---------------- |
| 100 m                | 10,81 s            | Irina Privalova                                                                  | RUS           | 1992             |
| 200 m                | 21,88 s            | Irina Privalova                                                                  | RUS           | 1993             |
| 400 m                | 49,02 s            | Jarmila Kratochvílová                                                            | TCH           | 2 september 1984 |
| 800 m                | 1.56,29            | Janeth Jepkosgei                                                                 | KEN           | 9 september 2007 |
| 1500 m               | 3.56,18            | Maryam Jamal                                                                     | BRN           | 27 augustus 2006 |
| 1 Eng. mijl          | 4.17,44            | Maricica Puică                                                                   | ROU           | 1982             |
| 2000 m               | 5.30,39            | Maricica Puică                                                                   | ROU           | 1985             |
| 3000 m               | 8.30,25            | Vivian Cheruiyot                                                                 | KEN           | 9 september 2007 |
| 100 m horden         | 12,64 s (+0,5 m/s) | Sally Pearson                                                                    | AUS           | 8 september 2013 |
| 400 m horden         | 53,34 s            | Sandra Glover                                                                    | USA           | 7 september 2003 |
| 3000 m steeplechase  | 9.13,92            | Ruth Bosibori                                                                    | KEN           | 6 september 2009 |
| hoogspringen         | 2,06 m             | Stefka Kostadinova                                                               | BUL           | 1987             |
| polsstokhoogspringen | 4,74 m             | Fabiana Murer                                                                    | BRA           | 29 augustus 2010 |
| verspringen          | 7,19 m             | Heike Drechsler                                                                  | GER           | 1991             |
| hink-stap-springen   | 14,94 m            | Tatjana Lebedeva                                                                 | RUS           | 2008             |
| kogelstoten          | 20,77 m            | Valerie Adams                                                                    | NZL           | 9 september 2012 |
| discuswerpen         | 66,12 m            | Sandra Perković                                                                  | CRO           | 8 september 2013 |
| kogelslingeren       | 76,57 m            | Anita Włodarczyk                                                                 | POL           | 8 september 2013 |
| speerwerpen          | 66,64 m            | Natalya Khoroneko                                                                | BLR           | 7 september 1986 |
| 4 × 100 m            | 44,97 s            | Internationaal team: Andrea Lynch Liliana Cragno Leleith Hodges Jacqueline Pusey | n.v.t.        | 1975             |

Berlijn (ISTAF) · Dakar (Meeting Grand Prix IAAF de Dakar) · Hengelo (Fanny Blankers-Koen Games) · Kingston (Jamaica International Invitational) · Madrid (Meeting de Atletismo Madrid) · Melbourne (Melbourne Track Classic) · Moskou (Moskou Challenge) · Ostrava (Golden Spike Ostrava) · Peking (Beijing World Challenge) · Ponce (Ponce Grand Prix de Atletismo) · Rabat (Meeting International Mohammed VI d'Athlétisme) · Rieti (Rieti Meeting) · Rio de Janeiro (Grande Premio Brasil Caixa de Atletismo) · Tokio (Seiko Golden Grand Prix) · Zagreb (Hanžeković Memorial)